# Yoriko
Yoriko ist ein weiblicher japanischer Vorname.

## Bekannte Namensträgerinnen
- Yoriko Kawaguchi (* 1941), japanische Politikerin
- Yoriko Okamoto (* 1971), japanische Taekwondoin
- Yoriko Shōno (* 1956), japanische Schriftstellerin